# Premio de la combatividad del Tour de Francia
El premio de la combatividad al Tour de Francia es una clasificación secundaria de la ronda gala. En 1951 se empezó a premiar a los ciclistas más combativos de cada etapa, pero no fue hasta 1956 cuando se concedió el premio por toda la carrera. A diferencia de las otras clasificaciones, no hay un maillot específico para el corredor más combativo, sino que el más combativo de cada etapa obtiene para la etapa siguiente su dorsal en blanco sobre fondo rojo, en lugar del habitual negro sobre fondo blanco.
El sistema de concesión de este premio ha cambiado con los años. Históricamente, los ciclistas acumulaban puntos, pero el sistema actual otorga un premio en cada etapa (concedido por un jurado formado por personalidades del mundo del ciclismo), excepto en las etapas contrarreloj, y finalmente un premio denominado súper-combativo que recompensa al ciclista más combativo de todo el Tour. Este título se otorga después de la última etapa, y el corredor al que se le otorga el premio debe haber terminado la carrera.
En 2020, el jurado que otorgó el premio de la combatividad estuvo presidido por Thierry Gouvenou (ASO) y compuesto por Laurent Jalabert (France Télévisions y RTL), Jean Montois (Frnace Presse) y Alexandre Roos (L'Équipe).

## Palmarés
| Año  | Ciclista              | Equipo                   | Puntos | Otros maillots                   |
| ---- | --------------------- | ------------------------ | ------ | -------------------------------- |
| 1956 | André Darrigade       | Francia                  | 175    | -                                |
| 1957 | Nicolas Barone        | Ile-de-France            | ?      | -                                |
| 1958 | Federico Bahamontes   | España                   | ?      | -                                |
| 1959 | Gérard Saint          | Oeste-Sur-Oeste          | 243    | -                                |
| 1960 | Jean Graczyk          | Francia                  | ?      | Puntos                           |
| 1961 | Oeste-Sur-Oeste       | Oeste-Sur-Oeste          | ?      | -                                |
| 1962 | Eddy Pauwels          | Wiel's-Groene Leeuw      | ?      | -                                |
| 1963 | Rik Van Looy          | G.B.C.-Libertas          | ?      | Puntos                           |
| 1964 | Henry Anglade         | Pelforth-Sauvage-Lejeune | ?      | -                                |
| 1965 | Felice Gimondi        | Salvarani                | 80     | General                          |
| 1966 | Rudi Altig            | Molteni                  | 124    | -                                |
| 1967 | Désiré Letort         | Francia                  | ?      | -                                |
| 1968 | Roger Pingeon         | Francia                  | ?      | -                                |
| 1969 | Eddy Merckx           | Faema                    | ?      | General Puntos Montaña Combinada |
| 1970 | Eddy Merckx           | Faemino-Faema            | 366    | General Montaña Combinada        |
| 1971 | Luis Ocaña            | Bic                      | ?      | -                                |
| 1972 | Cyrille Guimard       | Gan-Mercier              | ?      | -                                |
| 1973 | Luis Ocaña            | Bic                      | ?      | General                          |
| 1974 | Eddy Merckx           | Molteni                  | ?      | General Combinada                |
| 1975 | Eddy Merckx           | Molteni                  | ?      | -                                |
| 1976 | Raymond Delisle       | Peugeot-Esso-Michelin    | ?      | -                                |
| 1977 | Gerrie Knetemann      | TI-Raleigh               | ?      | -                                |
| 1978 | Paul Wellens          | TI-Raleigh               | ?      | -                                |
| 1979 | Hennie Kuiper         | Peugeot-Esso-Michelin    | ?      | -                                |
| 1980 | Christian Levavasseur | Miko-Mercier             | ?      | -                                |
| 1981 | Bernard Hinault       | Renault-Elf              | 25     | General Combinada                |
| 1982 | Régis Clère           | Coop-Mercier             | 31     | -                                |
| 1983 | Serge Demierre        | Cilo-Aufina              | ?      | -                                |
| 1984 | Bernard Hinault       | La Vie Claire-Terraillon | ?      | -                                |
| 1985 | Maarten Ducrot        | Kwantum Hallen-Yoko      | ?      | -                                |
| 1986 | Bernard Hinault       | La Vie Claire-Radar      | ?      | Montaña                          |
| 1987 | Régis Clère           | Teka                     | ?      | -                                |
| 1988 | Jérôme Simon          | Z-Peugeot                | ?      | -                                |
| 1989 | Laurent Fignon        | Super U-Raleigh-Fiat     | 25     | -                                |
| 1990 | Eduardo Chozas        | ONCE                     | 37     | -                                |
| 1991 | Claudio Chiappucci    | Carrera Jeans            | 34     | Montaña                          |
| 1992 | Claudio Chiappucci    | Carrera Jeans            | 42     | Montaña                          |
| 1993 | Massimo Ghirotto      | ZG Mobili-Bottecchia     | 34     | -                                |
| 1994 | Eros Poli             | Mercatone Uno-Medeghini  | 34     | -                                |
| 1995 | Hernán Buenahora      | Kelme                    | 36     | -                                |
| 1996 | Richard Virenque      | Festina-Lotus            | 50     | Montaña                          |
| 1997 | Richard Virenque      | Festina-Lotus            | 54     | Montaña                          |
| 1998 | Jacky Durand          | Casino-Ag2r              | 94     | -                                |
| 1999 | Jacky Durand          | Lotto-Mobistar           | 61     | -                                |
| 2000 | Erik Dekker           | Rabobank                 | 99     | -                                |
| 2001 | Laurent Jalabert      | CSC-Tiscali              | 94     | Montaña                          |
| 2002 | Laurent Jalabert      | CSC-Tiscali              | 100    | Montaña                          |
| 2003 | Aleksandr Vinokurov   | Team Deutsche Telekom    | -      | -                                |
| 2004 | Richard Virenque      | Quick Step-Davitamon     | -      | Montaña                          |
| 2005 | Óscar Pereiro         | Phonak                   | -      | -                                |
| 2006 | David de la Fuente    | Saunier Duval-Prodir     | -      | -                                |
| 2007 | Amets Txurruka        | Euskaltel-Euskadi        | -      | -                                |
| 2008 | Sylvain Chavanel      | Cofidis                  | -      | -                                |
| 2009 | no atribuido          | -                        | -      | -                                |
| 2010 | Sylvain Chavanel      | Quick Step               | -      | -                                |
| 2011 | Jérémy Roy            | FDJ                      | -      | -                                |
| 2012 | Chris Anker Sørensen  | Saxo Bank-Tinkoff Bank   | -      | -                                |
| 2013 | Christophe Riblon     | AG2R La Mondiale         | -      | -                                |
| 2014 | Alessandro De Marchi  | Cannondale               | -      | -                                |
| 2015 | Romain Bardet         | AG2R La Mondiale         | -      | -                                |
| 2016 | Peter Sagan           | Tinkoff                  | -      | Puntos                           |
| 2017 | Warren Barguil        | Sunweb                   | -      | Montaña                          |
| 2018 | Daniel Martin         | UAE Emirates             | -      | -                                |
| 2019 | Julian Alaphilippe    | Deceuninck-Quick Step    | -      | -                                |
| 2020 | Marc Hirschi          | Sunweb                   | -      | -                                |
| 2021 | Franck Bonnamour      | B&B Hotels p/b KTM       | -      | -                                |
| 2022 | Wout van Aert         | Jumbo-Visma              | -      | Puntos                           |
| 2023 | Victor Campenaerts    | Lotto Dstny              | -      | -                                |
| 2024 | Richard Carapaz       | EF Education-EasyPost    | -      | Montaña                          |
| 2025 | Ben Healy             | EF Education-EasyPost    | -      | -                                |

## Estadísticas

### Ciclistas con más victorias
| Ciclista           | Victorias | Años                    |
| ------------------ | --------- | ----------------------- |
| Eddy Merckx        | 4         | 1969, 1970, 1974 y 1975 |
| Bernard Hinault    | 3         | 1996, 1997 y 2004       |
| Richard Virenque   | 3         | 1981, 1984 y 1986       |
| Luis Ocaña         | 2         | 1971 y 1973             |
| Régis Clère        | 2         | 1982 y 1987             |
| Claudio Chiappucci | 2         | 1991 y 1992             |
| Jacky Durand       | 2         | 1998 y 1999             |
| Laurent Jalabert   | 2         | 2001 y 2002             |
| Sylvain Chavanel   | 2         | 2008 y 2010             |

### Vencedores por país
| País         | Victorias | Último vencedor              |
| ------------ | --------- | ---------------------------- |
| Francia      | 32        | Franck Bonnamour en 2021     |
| Bélgica      | 9         | Victor Campenaerts en 2023   |
| España       | 7         | Amets Txurruka en 2007       |
| Italia       | 6         | Alessandro De Marchi en 2014 |
| Países Bajos | 4         | Erik Dekker en 2000          |
| Suiza        | 2         | Marc Hirschi en 2020         |
| Irlanda      | 2         | Ben Healy en 2025            |
| Alemania     | 1         | Rudi Altig en 1966           |
| Colombia     | 1         | Hernán Buenahora en 1995     |
| Kazajistán   | 1         | Aleksandr Vinokurov en 2003  |
| Dinamarca    | 1         | Chris Anker Sørensen en 2012 |
| Eslovaquia   | 1         | Peter Sagan en 2016          |
| Ecuador      | 1         | Richard Carapaz en 2024      |